# Magyarországi Baptista Egyház
A Magyarországi Baptista Egyház (MBE) a magyarországi baptista gyülekezetek szövetsége, keresztény vallásfelekezet, az Európai Baptista Szövetség (European Baptist Federation / EBF) és a Baptista Világszövetség (Baptist World Alliance / BWA) tagegyháza. Az MBE az 1895-ös vallásügyi törvény alapján 1905-ben elismert Baptista Hitközség jogutódja.

## Története
A baptizmus egy a XVI. századi reformáció népi irányzatát képviselő anabaptisták tanításait felelevenítő és megújító vallási irányzat.  A magyar baptisták több mint 160 éves múlttal rendelkező protestáns közösség, az első baptisták 1846-ban jelentek meg a Monarchia területén, így a mai Budapest területén és Pécsett is. 
A mozgalom Meyer Henrik Budapestre érkezése után (1873. március 6.) erősödött meg részben Meyer kitartó és sokrétű munkája, részben a kolportőrök (vándorló bibliaárusok) és az egyszerű származású falusi prédikátorok tevékenysége nyomán.
1900-ban alakult meg a Magyarországi Baptista Szövetség. 1920-ban gyülekezetek egy csoportja kivált a Magyarországi Baptista Szövetségből, és megalakította a Magyarországi Baptista Egyházat. Az 1920-as évek végén a baptista mozgalom híveinek száma — családtagokat is beleszámítva — mintegy 40 ezer fő volt az országban.
A magyarországi egyház elsősorban a Baptista Világszövetséggel, és annak európai szervezetével állt kapcsolatban. A II. világháború után a svájci Rüschlikoni Teológiai Szeminárium az európai baptista lelkészképzés központjának számított. Az 1970-es évek elején már a magyar egyház is küldhetett hallgatót az iskolába.
2010 táján a katolikus, református, evangélikus, görögkatolikus, Jehova Tanúi és Hit Gyülekezete felekezetek után az egyik legnagyobb egyház Magyarországon. A 2020-ban közzétett felekezeti népszámlálás szerint 299 gyülekezetet és 11 406 tagot számláltak az országban.

## Hitvallása
A baptista hit alapja kizárólagosan a Biblia (→ Sola scriptura).
A felekezet szerint Isten minden bűnösnek felkínálja a Jézus Krisztus által szerzett megváltást, így az ember maga dönthet arról, hogy ezt elfogadja (a megtérés által) vagy elutasítja. Hisznek a Szentháromságban. A hívő keresztsége bemerítés által történik. Úrvacsorában csak a bemerített tagok részesülhetnek.

## Kapcsolata más vallásúakkal
A többi egyházzal és a világiakkal jó kapcsolatokat ápolnak, toleránsak, tisztelik a lelkiismereti és vallásszabadságot.